# Maxime Wameso
Maxime Wameso (16 april 2006) is een Belgisch voetballer die onder contract ligt bij Club Brugge.

## Clubcarrière
Wameso ondertekende in april 2021 een profcontract tot 2024 bij Club Brugge. Eerder speelde hij in de jeugd ook bij KFC Rhodienne-De Hoek. Op 3 december 2022 maakte hij zijn profdebuut in het shirt van Club NXT, het beloftenelftal van Club Brugge dat aantreedt in Eerste klasse B: in de competitiewedstrijd tegen RWDM (0-2-winst) liet trainer Nicky Hayen hem in de blessuretijd invallen voor Romeo Vermant. In de play-offs liet interim-trainer Hayk Milkon hem tijdens de laatste vier speeldagen in actie komen: op de voorlaatste speeldag mocht hij starten tegen RWDM, daarnaast mocht hij ook invallen tegen Beerschot VA, RSCA Futures en SK Beveren.
In juli 2023 brak Club Brugge het contract van Wameso open tot medio 2026.

## Clubstatistieken
| Seizoen         | Club            | Land            | Competitie      | Competitie | Competitie | Beker | Beker | Supercup | Supercup | Europees | Europees | Totaal | Totaal |
| Seizoen         | Club            | Land            | Competitie      | Wed.       | Dlp.       | Wed.  | Dlp.  | Wed.     | Dlp.     | Wed.     | Dlp.     | Wed.   | Dlp.   |
| --------------- | --------------- | --------------- | --------------- | ---------- | ---------- | ----- | ----- | -------- | -------- | -------- | -------- | ------ | ------ |
| 2022/23         | Club NXT        | Vlag van België | Eerste klasse B | 5          | 0          | —     | —     | —        | —        | —        | —        | 5      | 0      |
| Carrière totaal | Carrière totaal | Carrière totaal | Carrière totaal | 5          | 0          | 0     | 0     | 0        | 0        | 0        | 0        | 5      | 0      |

Bijgewerkt op 4 oktober 2023.
2 Romero ·
4 Ordóñez ·
8 Tzolis ·
9 Jutglà ·
10 Vetlesen ·
14 Meijer ·
15 Onyedika ·
16 Van den Heuvel ·
17 Vermant ·
19 Nilsson ·
20 Vanaken  · 
21 Skóraś ·
22 Mignolet ·
24 Osuji ·
27 Nielsen ·
29 Jackers ·
30 Jashari ·
41 Siquet ·
44 Mechele ·
55 De Cuyper ·
58 Spileers ·
64 Sabbe ·
65 Seys ·
66 Yameogo ·
67 Et Taïbi ·
68 Talbi ·
71 De Corte ·
84 Campbell ·
87 Furo ·
Coach: Hayen
Assistent-coach: Jonckheere